# ウジェーヌ・スクリーブ

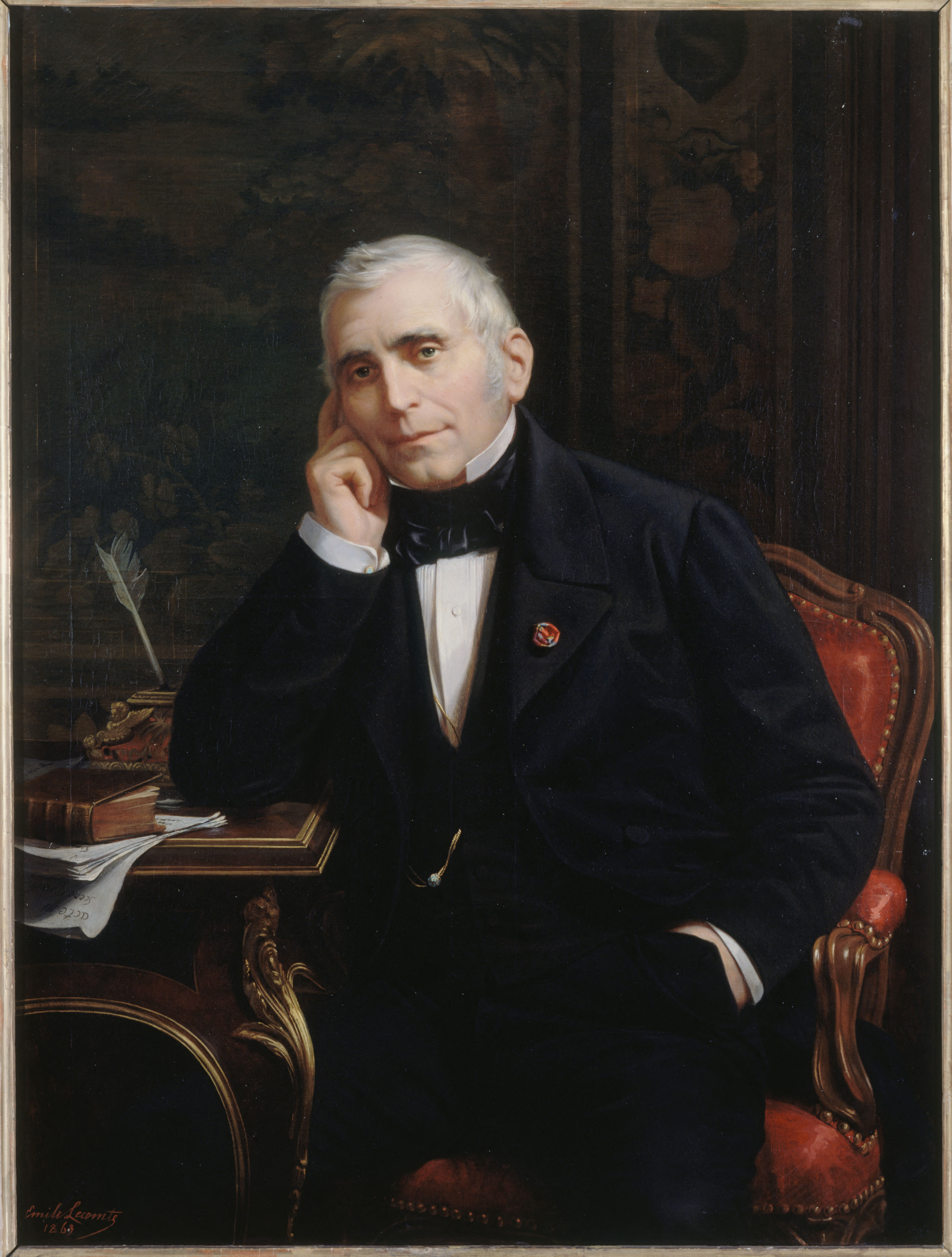
ウジェーヌ・スクリーブ

オギュスタン・ウジェーヌ・スクリーブ（Augustin Eugène Scribe, 1791年12月24日 - 1861年2月20日）は、19世紀に活躍したフランスの劇作家、小説家、オペラ台本作家である。舞台劇の分野では、綿密に練られたプロットによる戯曲を数多く著作、上演したことで知られる。またオペラでは多くの著名な台本を著したことで今日でも名を残す。

## 生涯
絹商人の息子としてパリに生まれる。幼い頃に両親を亡くしたものの相応の遺産を得、また高名な弁護士の庇護もあって、法律家となるべく高等教育を受ける。しかし本人はむしろ演劇に関心を持っており、1810年頃からヴァリエテ座のためにヴォードヴィル（vaudeville／歌、音楽、舞踊、曲芸など様々の要素を含んだ喜劇）の脚本を書き始めた。1813年からはパリ、オペラ＝コミック座のためのオペラ台本も手がけるようになる。初め特段の成功は得られなかったが、1815年、シャルル・ドレスル＝ポワルソンとの共作になる『国民軍の一夜』（Une Nuit de la garde nationale ）を発表し、一躍花形戯曲家との評価を得た。
特に1820年にドレスル＝ポワルソンが新たな劇場、ジムナーズ座の運営を始めると、スクリーブは同座の専属ヴォードヴィル脚本家となり、多くの脚本を書いた。1815年から1830年までのヴォードヴィル作品は総数150本以上という。一方、コメディ・フランセーズでの演劇、オペラ座やオペラ＝コミック座などへのオペラ台本でも（ヴォードヴィル以外の演目はこの専属契約の範疇外であったため）、多くの作品を提供した。
スクリーブは多くの場合、複数の制作者と共同で仕事を行った。ある者は歴史上の物語からテーマを見出し、別の者はストーリーの骨格を組み立て、また別の者は時代考証、あるいはジョークを担当、といった具合で、それは一種の制作工房の様相だった。この制作過程を経ることで、物語の下敷きとなる文芸作品あるいは史実は存在するにせよ、完成作品はオリジナルなものとなった（あるいはそのように錯覚させることができた）。スクリーブはこの方法で、40年間に244本のヴォードヴィル、95本のオペラ・コミック、（喜悲劇あわせて）47本の戯曲、28本のオペラ台本、そして9本のバレエ台本を著した。
スクリーブはオペラ台本（リブレット）においては作曲家と同額の報酬を要求し、また劇あるいはオペラで興行収入に比例した利益分与を主張するなど、金銭面にも積極的であった。1829年には、あらゆるジャンルのフランス人劇作家およびオペラ作曲家を糾合した組織「劇作家・作曲家協会」（Société des Auteurs et Compositeurs Dramatiques）設立の中心となり、これまで文筆業に比べて著作権保護の恩恵に浴していなかった舞台芸術関係者の権利保護に寄与したが、これとても、最大の受益者はもちろんスクリーブ本人であっただろう。こうして、個人資産は1810年の3,890フランから1844年には300万フランに膨れ上がったともいう。
スクリーブはいわゆる「メイン・カルチャー」の人々からは常に売文業者的な見方をされていたが、これはヴォードヴィルというサブカルチャーに対する蔑視、スクリーブの多作ぶりに対する揶揄、その経済的成功に対する嫉妬などの入り混じった批判だったと考えられている。実際、舞台芸術におけるその絶大な影響力から、1834年に彼はアカデミー・フランセーズにも迎え入れられたのである。もっともこの会員選出時にも、反対者はスクリーブが共同執筆を常としていたことから「会員の椅子（fauteuil）ではなくて大勢の座れるベンチ（banc）が必要だろう」と皮肉ったという。
スクリーブはまた数篇の小説も著し、存命中には人気があった。その死後チレアによって『アドリアーナ・ルクヴルール』（1902年初演）としてオペラ化された『アドリエンヌ・ルクヴルール』（Adrienne Lecouvreur 1849年）などを除けば、今日では忘れ去られたものが多い。
スクリーブは1861年にパリで他界した。その後彼の戯曲やヴォードヴィルは表舞台から姿を消し、もっぱらオペラの台本作者として、またオペラ座（パレ・ガルニエ）に面する街路「スクリーブ通り」（Rue Scribe）にその名を残している。

## 舞台劇：Pièce Bien Faite
スクリーブの確立した一連の舞台劇の様式は、Pièce bien faite（語義は「うまく作られた作品」、英語でもウェルメイド・プレイ（well-made play）という）と称された。多くは史実を題材にとり、また舞台美術上は綿密な時代考証を経て絢爛豪華に舞台化されるので、ストーリー自体も歴史に忠実に基づいているように観客は誤解したが、実際はそういった題材もドラマ展開に都合を合せて大胆に改変・省略されていることもしばしばだった。スクリーブの劇では登場人物の内面的個性の発揮、人格の成長、といった深遠なものは望むべくもないが、結末は観客の既存道徳観念に対して常に予定調和的であり、木戸銭を払った分の満足は得ることができた。19世紀前半パリでの舞台劇（およびオペラ）の中心となる観客層は、宗教的教訓や歴史的厳密性には無頓着な、一日の娯楽を求めに劇場に足を運ぶ新興ブルジョワ層であり、スクリーブの作劇は彼らの需要にまさにマッチしていたのである。
スクリーブ自身、1836年のアカデミー・フランセーズ会員就任演説（前任者アルノールの追悼演説を兼ねる）で「あなた方が劇場に駆けつけるのは、教養を身に付けたり、自分自身を矯正するためではなく、娯楽や気晴らしのためです。さて、あなた方を一番楽しませるものは真実ではなくフィクションです。毎日目の前にあるものを追跡することは、あなた方を喜ばせる方法ではありません。そうではなくて、普通の生活ではあなたには見えないもの、非日常的でロマンチックなもの、それこそがあなた方を魅了するものであり、それこそが作者が競ってあなた方に提供するものです。」と述べている。
- 『貴婦人たちの闘い』ウジェーヌ・スクリーブ＋エルネスト・ルグヴェ（著）中田平（翻訳）、中田たか子（翻訳）、出版社、デジタルエステイト（ISBN 978-4-910995-01-4）
- スクリーブ傑作ヴォードヴィル選 『熊とパシャ・外交官』ウジェーヌ・スクリーブ  (著), サンティニ  (著), ジェルマン・ドラヴィーニュ  (著), 中田平  (翻訳)、出版社、デジタルエステイト（ISBN 978-4-910995-05-2）
- 『鎖』ウジェーヌ・スクリーブ（著）中田平（翻訳）、中田たか子（翻訳）、出版社、デジタルエステイト（ISBN 978-4-910995-07-6）
- 『水のグラス または結果と原因』ウジェーヌ・スクリーブ（著）中田平（翻訳）、中田たか子（翻訳）、出版社、デジタルエステイト（ISBN 978-4-910995-09-0）
- 『ウジェーヌ・スクリーブ演劇に対する批判と擁護』中田平（編訳）、出版社、デジタルエステイト（ISBN 978-4-910995-11-3）
- 『アドリエンヌ・ルクヴルール』ウジェーヌ・スクリーブ＋エルネスト・ルグヴェ（著）中田平（翻訳）、出版社、デジタルエステイト（ISBN 978-4-910995-25-0）
- 『初恋、または子供時代の思い出』ウジェーヌ・スクリーブ（著）中田平（翻訳）、出版社、デジタルエステイト（ISBN 978-4-910995-27-4）
- 『夢遊病の女: ヴォードヴィル&バレエ』中田平訳、出版社、デジタルエステイト(ISBN 978-4-910995-29-8)

## オペラ台本：グランド・オペラの中心人物

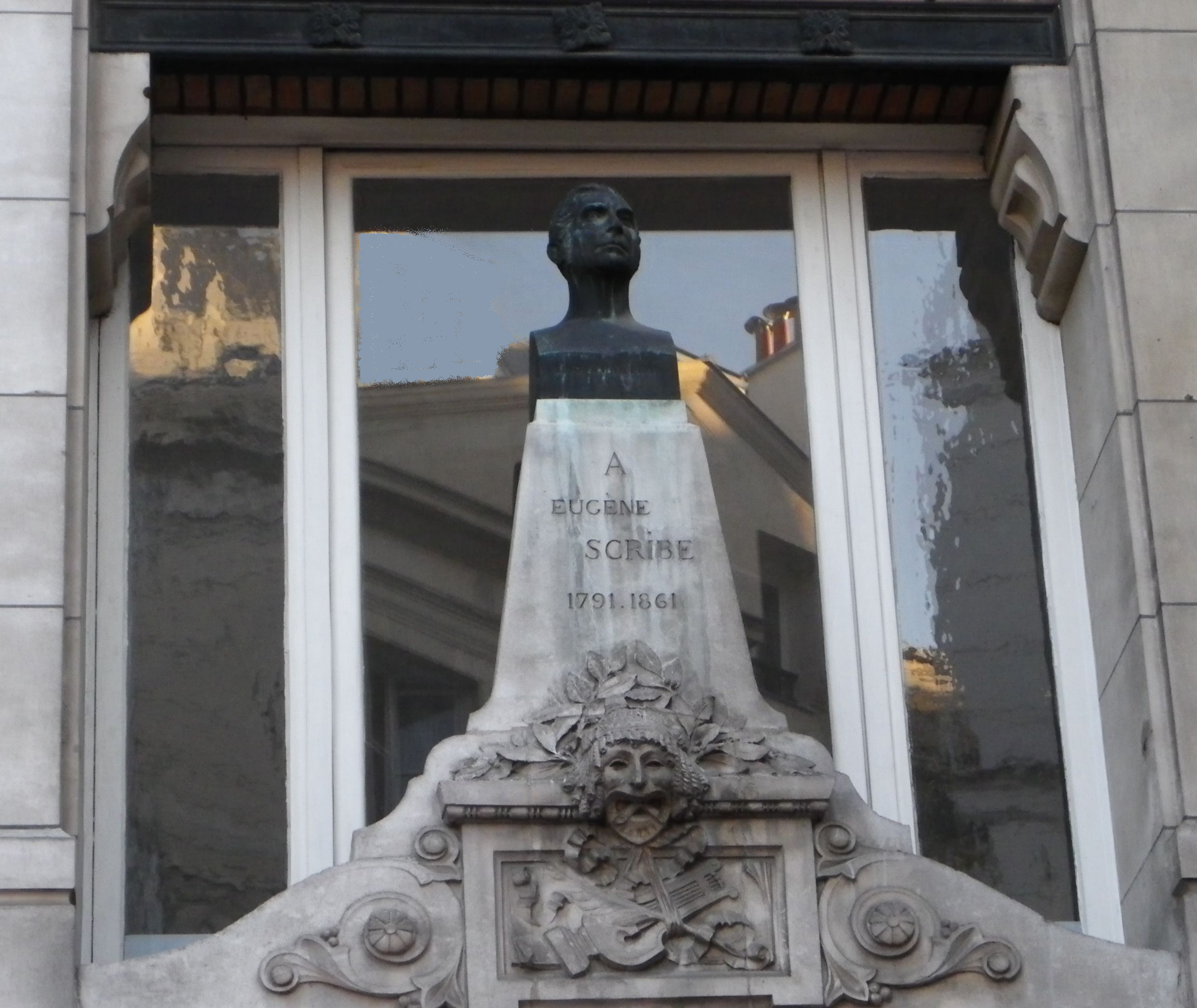
スクリーブのサンドニ通りの石像

スクリーブの「娯楽に適した台本を作る」才能はオペラの分野でも遺憾なく発揮され、19世紀前半パリでの支配的なオペラ様式「グランド・オペラ」にとって彼は不可欠の存在となった。
「歴史的背景はある程度押さえつつ、ドラマとしての面白味を史実に優先させる」という、舞台劇の項で指摘した彼の（あるいは「彼のチームの」）特質はここでも例えばオベールに書いた『ギュスターヴ3世』で見ることができる。1792年のスウェーデン国王グスタフ3世の暗殺はもちろん史実である。スクリーブはこれに「暗殺犯アンカーストロム伯爵の妻と国王との道ならぬ恋」というフィクションを織り交ぜて、面白いドラマに仕立てている。
また同じオベール『ポルティチの唖娘』台本では、1647年のナポリにおけるスペイン人支配層に対する住民の反乱と、1631年のヴェスヴィオ火山の大噴火という2つの史実が都合よく同一時点化されている。オペラ座における上演では、最終幕で舞台後景の火山が実際に花火仕掛で噴火し、流れ出た溶岩が舞台全面を覆うというスペクタクルをシセリとダゲールが演出し、大評判となった。
スクリーブの仕事はオペラ作曲家に台本を渡して一件落着ではなかった。舞台感覚に秀でた彼はリハーサルを厳しく監督したばかりか、初演での観客の反応次第では、台本のみならず音楽面にも大規模な手直しを入れさせることを厭わなかった。マイアベーアは『悪魔のロベール』の初演後、スクリーブに多くの箇所の修正を命じられている。この厳格な「品質管理」によって、スクリーブ台本のオペラは連夜の大入り満員が得られたのだともいえる。

## 主なオペラ
作曲家別。括弧内は初演年。
- ボワエルデュー
  - 『白衣の婦人』　La dame blanche (3幕のオペラ・コミック、1825年)
- オベール
  - 『ポルティチの唖娘』 La Muette de Portici （1828年）
    - 『フランス語オペラ対訳　ポルティチのもの言えぬ娘』ウジェーヌ・スクリーブ＋ジェルマン・ドラヴィーニュ（著）中田平（翻訳）、中田たか子（翻訳）、出版社、デジタルエステイト（ISBN 978-4-905028-91-8）

  - 『フラ・ディアヴォロ』 Fra Diavolo, ou l’Hôtellerie de Terracine （1830年）
  - 『媚薬（スペイン語版）』 Le philtre （1831年）
  - 『ギュスターヴ三世（英語版）』 Gustave III （5幕のグランド･オペラ、1833年）
  - 『青銅の馬（フランス語版）』Le Cheval de bronze　（1835年）
  - 『黒いドミノ』Le Domino noir　（1837年）
  - 『妖精たちの湖（英語版）』Le lac des fées (5幕のグランド･オペラ、1839)
  - 『王冠のダイアモンド（英語版）』Les diamants de la couronne（1841年）
  - 『悪魔の分け前（英語版）」La part du diable（3幕のオペラ・コミック、1843年）
  - 『エイデ（フランス語版、英語版）」Haydée（3幕のオペラ・コミック、1847年）
  - 『マノン・レスコー』Manon Lescaut　（1856年）
- ロッシーニ
  - 『オリー伯爵』 Le comte Ory （1828年）
- マイアベーア
  - 『悪魔のロベール』Robert le Diable （1831年）
  - 『ユグノー教徒』Les Huguenots （1836年）
  - 『預言者』Le Prophète　（1849年）
  - 『北極星』L'étoile du nord （1854年）
  - 『アフリカの女』 L'Africaine　（スクリーブの死により未完となった台本に補作を経て1865年初演）
- ケルビーニ
  - 『アリ・ババ（英語版）』　Ali Baba, ou Les quarante voleurs （1833年）
- アレヴィ
  - 『ユダヤの女』 La Juive　（1835年）
  - 『ギドとジネヴラ（英語版）』Guido et Ginevra (1838)、5幕のグランド・オペラ。
  - 『さまよえるユダヤ人（英語版）』Le Juif errant (1852) グランド・オペラ、ズュー原作。
  - 『ナバーブ（英語版）』Le Nabab (1853)、3幕のオペラ・コミック。
- ドニゼッティ
  - 『愛の妙薬』 L'elisir d'amore （上記オベールの『媚薬』を下敷きに、フェリーチェ・ロマーニが台本作成。1832年初演）
  - 『アルブ公爵（英語版）』　Le duc d'Albe　（作曲は未完で放棄。補筆を経て1882年初演）
  - 『殉教者（英語版）』　Les Martyrs （もとはカンマラーノの台本により『ポリウト』として計画されたもの。同作がナポリで検閲不許となり、スクリーブの手によりグランド・オペラ様式に大規模改作され1840年初演）
  - 『ラ・ファヴォリート』 La Favorite　（アルフォンス・ロワイエとギュスターヴ・ヴァエズの共作にスクリーヴが加筆して完成した5幕のグランド･オペラ、1840年初演、1991年にベルガモでオリジナルのフランス語版を校訂したイタリア語版がラ・ファヴォリータとして上演された）
  - 『ドン・セバスティアン（英語版）』 Dom Sébastien　（5幕のグランド･オペラ、1843年初演）
- ヴェルディ
  - 『シチリアの晩鐘』 Les vêpres siciliennes （上記ドニゼッティのための中途放棄された『アルブ公爵』をスクリーブ自身が手直し、場所をシチリアに移動させたもの。1855年初演）
  - 『仮面舞踏会』 Un ballo in maschera （上記オベールの『ギュスターヴ三世』の転用。1859年初演）
- グノー
  - 『血まみれの修道女（英語版）』La nonne sanglante（1854年初演）